# Prága–Plzeň-vasútvonal
A Prága–Plzeň-vasútvonal egy 3 kV egyenárammal és 25 kV 50 Hz váltakozó árammal villamosított, normál nyomtávolságú, 109 km hosszú vasútvonal Csehországban Prága és Plzeň között. Jelenleg átépítés alatt áll, a már felújított szakaszokon a vonatok maximális sebessége 160 km/h-ra nőtt, a még felújításra váró részeken pedig még maximum csak 120–130 km/h.

## Története
A Prága-Pilsen vonalat 1862. július 14-én nyitották meg. A Prágából Pilsenen keresztül a Furth im Waldnál lévő bajor határig tartó, Böhmische Westbahn által épített összeköttetés része volt. A prágai összekötő vasútvonal a főpályaudvartól a Moldva folyón át a Nyugati pályaudvarig 1872-ben állt üzembe.
1884-ben államosították a Böhmische Westbahnt, és ettől kezdve a vonal a kkStB hálózatához tartozott. Az első világháború után a vonal az újonnan alapított Csehszlovák Államvasutak ČSD része lett.
1928-ban a prágai főpályaudvar és a Prágai Nyugati pályaudvar/Praha západní nádraží (ma: Praha-Smíchov) közötti összekötő vasútvonalat 1,5 kV-os egyenárammal villamosították. 1911-től kezdődött a korábban egyvágányú vonal második vágánnyal való bővítése.
1962-ben a prágai hálózat felsővezetéki feszültségét a ma szokásos 3 kV-ra emelték. 1973-ra a Praha-Smichov-Beroun szakaszt 3 kV-os egyenárammal villamosították a prágai elővárosi vasúthoz hasonló forgalom számára. A Pilsenig tartó vonal többi részét az 1980-as években a korszerűbb 25 kV-os váltakozó áramú rendszerrel fedték le, ami szükségessé tette a két villamosenergia-rendszer közötti rendszerelválasztó pont telepítését Berúnban. 1987. július 5-én indult meg a Prága és Pilsen közötti folyamatos villamosüzem.
A csehszlovákiai politikai változások után a kapcsolat hamarosan visszanyerte korábbi jelentőségét, és Csehország és Nyugat-Németország közötti legfontosabb útvonal lett.
A transzeurópai hálózatok (TEN) keretében a kapcsolat a Cseh Köztársaságban a harmadik vasúti folyosó (Čadca-Bohumin-Prága-Pilsen-Cheb-Schirnding) része lett. Jelenleg a vágányok és a létesítmények felújítása folyik az átbocsátási kapacitás növelése érdekében. 2008 és 2011 között a Beroun és Zbiroh közötti szakaszt korszerűsítették. Itt 120–130 km/h maximális sebességet értek el a hagyományos- és 150–160 km/h-t a billenőszekrényes vonatok esetében. A tervek szerint 27 km hosszú új vonalat építenének Prága és Berún között. Az új vonal fő része a 25 km hosszú Barrandov-alagút lesz. A vonalat 270 km/h maximális sebességre tervezik, és 25 kV/50 Hz-es váltóárammal fogják üzemeltetni, így a továbbiakban nem lesz szükség rendszerváltásra. Ez 10 km-rel lerövidíti ezt az útvonalat. A menetidő a felére, 18 percre csökkenne.
A 2012-es menetrendben két nemzetközi vonatpár közlekedett Nürnbergbe és Münchenbe (mint alex). Itt mind a négy járat négyóránként közlekedett a Furth im Wald határátkelőn keresztül. Ezenkívül három további gyorsvonatpár közlekedett a Železná Ruda-Alžbětín/Bayerisch Eisenstein határállomásra. A teljes útvonalon összesen 18 gyorsvonatpár közlekedett, folyamatos összeköttetést biztosítva óránként. Ezen kívül óránként helyi vonatok közlekedtek Pilsen és Berún, valamint Berún és Prága között.
A 2012. december 9-i menetrendváltás óta mind a négy nemzetközi vonatpár, a cseh szakaszon immár expresszként, ezen az útvonalon közlekedik München, Furth im Wald és Prága között. Jelenleg, a 2014-es menetrendi évben tehát ez a négy gyorsvonatpár, két gyorsvonatpár Železná Ruda-Alžbětín és öt gyorsvonatpár, valamint két SuperCity-pár Cheb és Frantiskovy Lazne felé közlekedik.
2018 decemberében öt év építés után elkészült és üzembe helyezték az Ejpovice-alagutat. Ennek eredményeként a 2018. december 9-i menetrendváltozástól kezdve a távolsági vonatok menetideje nyolc perccel csökkent. A köztes megállók nélkül közlekedő gyorsvonatok ezután csak 66 percig tartanak majd Praha-Smíchov és Pilsen között, ami 94 km/h átlag utazósebességnek felel meg.
2019 novemberében a Cseh Köztársaság közlekedési minisztériuma jóváhagyta egy új alagút építését Praha-Smíchov és Beroun között. Az alagút 24,8 kilométer hosszú lesz, és 200 km/órás sebességre tervezték. A Praha-Smíchov és Beroun közötti menetidő a befejezést követően tizenkét percre csökken, Pilsenig pedig 44 perces menetidővel számolnak. A tervek szerint 50 milliárd cseh koronába fog kerülni.
A 2021 és 2023 közötti időszakban a Beroun és Plzeň közötti vonalat az európai vonatbefolyásoló rendszerrel (ETCS) szerelik fel. A vonali berendezéseket a cseh AŽD Praha szállítja.